# Joseph Dalman
Joseph Dalman (* 31. Oktober 1882 in Regensburg; † 20. Juni 1944 in München; gebürtig Joseph Dallmeier) war ein deutscher Drehbuchautor.

## Leben
Joseph Dallmeier begann als Romanschriftsteller und arbeitete als Joseph Dalman ab 1927 als Drehbuchautor für Münchner und Nürnberger Filmfirmen. Seine Stoffe spielten meist in bayerischer Umgebung. Häufig führte Franz Seitz senior Regie mit Joe Stöckel als Hauptdarsteller. Für Produzent und Regisseur Franz Seitz schrieb er unmittelbar vor der Machtübernahme der Nationalsozialisten das Drehbuch der NSDAP-freundlichen Produktion S.A. Mann Brand. In späteren Jahren war er an mehreren Filmbearbeitungen der Romane Ludwig Ganghofers für den Münchner Produzenten Peter Ostermayr beteiligt.
Dalman war 1923 Teilnehmer am Hitler-Putsch und wurde nach 1933 Blutordensträger. Zum 1. September 1930 trat er der NSDAP bei (Mitgliedsnummer 307.038).

## Filmografie
- 1927: Das Geheimnis von Genf
- 1927: Almenrausch und Edelweiß
- 1928: Die Hölle von Montmartre
- 1928: Der Weiberkrieg
- 1929: Bruder Bernhard
- 1929: Wenn der weiße Flieder wieder blüht
- 1929: Links der Isar – rechts der Spree
- 1930: Der Mönch von St. Bartholomä
- 1930: Wenn die Abendglocken läuten
- 1930: Das heilige Schweigen
- 1933: Die blonde Christl (alternativ Der Geiger von Mittenwald)
- 1933: Meisterdetektiv
- 1933: S.A. Mann Brand
- 1933: Ein Kuß in der Sommernacht
- 1934: Achtung! Wer kennt diese Frau?
- 1934: Mit dir durch dick und dünn
- 1934: Bei der blonden Kathrein
- 1934: Die Frauen vom Tannhof
- 1935: Der Kampf mit dem Drachen
- 1936: Du kannst nicht treu sein
- 1936: Es waren zwei Junggesellen
- 1936: Standschütze Bruggler
- 1936: Der Jäger von Fall
- 1937: Das schöne Fräulein Schragg
- 1937: So weit geht die Liebe nicht
- 1937: Das Schweigen im Walde
- 1938: Stärker als die Liebe
- 1939: Der Edelweißkönig
- 1939: Der arme Millionär
- 1940: Beates Flitterwoche
- 1940: Links der Isar – rechts der Spree
- 1940: Das sündige Dorf
- 1941: Der laufende Berg
- 1943: Der Ochsenkrieg